# محسن ارطغرل
محسن ارطغرل مدرب تركي من اصول ألمانية ولد في اسطنبول يوم 15 سبتمبر 1959، وهو لاعب سابق لنادي اكسيشهير سبور التركي.
بدء مسيرته كمدرب سنة 1995 حيث درب منتخب الكونغو الديمقراطية، ثم درب فريق غازي عنتاب سبور من 1997 إلى 1999 ثم امضى مسيرة جيدة و مليئة بالالقاب مع كايزر شيفر الجنوب أفريقي من 1999 إلى 2003، ثم انتقل إلى تدريب الأفريقي التونسي سنة 2003 لكن التجربة لم تكن موفقة حيث تمت اقالته في فبرير 2004 بعد تدني النتائج، بعد ذلك اشرف على تدريب نادي شتورم غراتس النمساوي لكن سريع ما تمت اقالته و تم تعيينه كمدرب مؤقت للاسماعيلي المصري ثم عاد مجددا إلى جنوب افريقيا من بوابة اجاكس كاب تاون ثم عاد إلى فريقه كايزر شيفرز و بقي مع لمدة عامين.